# Charles L. Robinson
Charles Lawrence Robinson, född 21 juli 1818 i Hardwick, Massachusetts, död 17 augusti 1894 i Douglas County, Kansas, var en amerikansk abolitionist och politiker (republikan). Han var guvernör i Kansas 1861–1863.
Robinson arbetade som läkare i Massachusetts och deltog i guldrushen i Kalifornien. År 1851 återvände han till Massachusetts för att några år senare flytta vidare till Kansasterritoriet. Där inrättades 1856 ett guvernörsval som Robinson vann men som inte godkändes som lagenligt. Det första officiella guvernörsvalet i Kansas vann han senare och tillträdde guvernörsämbetet två månader innan amerikanska inbördeskriget bröt ut.
Delstatens representanthus inledde 1862 processen att avsätta guvernör Robinson; det var första gången en dylik process igångsattes i en amerikansk delstat. Korruptionsanklagelserna mot Robinson gick inte igenom i rättegången som genomfördes i delstatens senat. Efter en friande dom kunde han avsluta sin mandatperiod som guvernör. Först år 1870 inleddes den första rättegången i en delstats lagstiftande församling som ledde till att en guvernör avsattes, nämligen William Woods Holden i North Carolina.